# 澎湖縣議會
澎湖縣議會是中華民國臺灣省澎湖縣的最高立法機關，位於澎湖縣馬公市。前身可追溯至日治時期的澎湖廳協議會。目前為第20屆縣議會，自全縣劃分六選區選出19席議員，自2022年12月25日就任，議長為無黨籍的陳毓仁，副議長為無黨籍的藍凱元。
23°34′09″N 119°34′00″E / 23.5692443°N 119.5665838°E

## 歷史

### 協議會時期
澎湖群島在清光緒21年（1895）年，因清廷簽署〈馬關條約〉轉由日本帝國統治，最初政府機關皆因襲清代舊制，未設地方議會。大正九年（1920年）臺灣總督府更易地方行政官制，新制規定在州、市、街、庄等各級需設置協議會（地方公共團體），但澎湖郡隸屬於高雄州，郡級形同虛設，故澎湖地區僅設街庄層級的協議會，且協議會成員乃官派、並非民選。此外，協議會成員僅有供施政諮詢之用，無有參與決策之權。澎湖郡在大正15年（1926年）升格為澎湖廳，卻直到昭和12年（1937年）才正式成立廳級協議會，而每屆十名澎湖廳協議會的會員中，日本籍便佔七位，台灣籍僅有三名。:2-4
昭和12年至20年（公元1937年－1945年）期間，澎湖廳協議會中姓名可考的臺籍議會員有三屆，其中，第一屆：戴耀閭（白沙人，醫師）、呂哲（白沙人，醫師）、吳爾聰（湖西人，教員）；第二屆：洪耀澎（臺中人，醫師）、呂哲、李昭生（西嶼人，陸軍雇員）；第三屆：鄭暻星（馬公人，商界）、呂哲、李昭生。:2-4

### 參議會時期
1945年，日本帝國在第二次世界大戰中宣布投降，國民政府派遣陳儀接收台灣。同年（即民國34年）11月8日，台灣行政長官公署民政處組織「各州廳接管委員會」，12月頒布「台灣省各級民意機關成立方案」，要求台灣各鄉鎮限期內成立代表會及參議會等機構，並宣布翌年三月辦理各縣市參議員選舉。但此次選舉並非全面民選，分作「區域選舉」以及「職業選舉」，澎湖縣鄉鎮數未滿七個，區域選舉名額為七人，職業團體依規定選舉名額不得超過十分之一，名額僅三人。:5應屆當選人名單如下：
| 選舉團體 | 代表       | 姓名   | 備註   |
| -------- | ---------- | ------ | ------ |
| 區域選舉 | 馬公鎮     | 陳伯寮 |        |
| 區域選舉 | 馬公鎮     | 邱世昌 |        |
| 區域選舉 | 湖西鄉     | 吳爾聰 | 議長   |
| 區域選舉 | 白沙鄉     | 蕭有泉 |        |
| 區域選舉 | 西嶼鄉     | 盧顯   |        |
| 區域選舉 | 望安鄉     | 陳月   |        |
| 區域選舉 | 七美鄉     | 呂引   |        |
| 職業選舉 | 縣商業公會 | 郭石頭 | 副議長 |
| 職業選舉 | 縣教育公會 | 紀雙抱 |        |
| 職業選舉 | 縣醫師公會 | 許整景 |        |

澎湖縣參議會成立於民國35年（1946年）4月15日，吳爾聰出任首任議長、郭石頭則為副議長，議會辦公室則使用日治時期高等女學校教室，位於今馬公市光明路上。參議員任期原本僅規定為兩年，但台灣省的各縣市議會尚未成立，憲法遂延長首屆參議員的任期直到民國39年，中央奉准台灣省實施地方自治為止，所以澎湖縣參議會僅舉辦過一次選舉。:5-6

### 縣議會時期

#### 四選區
民國39年（1950年），國民政府頒布「臺灣省各縣市實施地方自治綱要」，自同年七月辦理第一屆縣市議員選舉，任期規定為兩年，第三屆起修改為三年，第六屆起延長為四年。縣議會名額根據全縣人口分配，若台灣東部或偏遠山區人口稀少處，則酌情增額分配，澎湖縣議會在第一屆至第十一屆被劃分為四個選區，第一屆選區轄區與名額如下：
| 選區       | 應選人數                   | 轄區                       |
| ---------- | -------------------------- | -------------------------- |
| 第一選舉區 | 10名                       | 馬公鎮、湖西鄉、白沙鄉     |
| 第二選舉區 | 2名                        | 西嶼鄉                     |
| 第三選舉區 | 2名                        | 望安鄉                     |
| 第四選舉區 | 1名                        | 七美鄉                     |
| 合計       | 15名（含婦女保障名額一名） | 15名（含婦女保障名額一名） |

澎湖縣第一屆議會於民國39年（1950年）10月27日成立，首任議長鄭大洽（馬公人）、副議長陳乾坤（西嶼人）。議員名額並非定制，爾後隨中央規定每年調整，又屢有增減。:6-7

#### 六選區
澎湖縣議會自第一屆開議以來，「第一選舉區」涵蓋馬公、湖西和白沙整個澎湖本島及白沙島，然三鄉鎮的民情、人口差距大，時而造成彼此之間民意反應的不協調。因此於民國77年（1988年）第12屆縣議會議員選舉後，所有鄉鎮各自為一個議員選區。
| 選區       | 轄區   | 備註               |
| ---------- | ------ | ------------------ |
| 第一選舉區 | 馬公市 | 含婦女保障名額一名 |
| 第二選舉區 | 湖西鄉 |                    |
| 第三選舉區 | 白沙鄉 |                    |
| 第四選舉區 | 西嶼鄉 |                    |
| 第五選舉區 | 望安鄉 |                    |
| 第六選舉區 | 七美鄉 |                    |

澎湖縣議會自第12屆議員選舉（1988年）實施「六選區」制之後，沿用迄今。應選名額因應選舉罷免法有關人口數與席次規定，每屆有所增減。

## 議員選區及本屆議員
澎湖縣議會議員為公民直選，共劃分6個選區，共有19席。第二十屆澎湖縣議員任期由2022年到2026年。
| 選舉區   | 範圍   | 席次 | 政黨         | 議員     | 新任 | 當選任次 | 備註                                                |
| -------- | ------ | ---- | ------------ | -------- | ---- | -------- | --------------------------------------------------- |
| 第一選區 | 馬公市 | 11   | 中國國民黨   | 劉陳昭玲 | －   |          | 曾任15-20屆議長。第20屆議長任內辭任議長一職。       |
| 第一選區 | 馬公市 | 11   | 中國國民黨   | 許國政   | 新任 |          | 原馬公市代表主席                                    |
| 第一選區 | 馬公市 | 11   | 中國國民黨   | 歐中慨   | －   | 第6任    | 第11-14、17-19屆縣議員 詐領助理費認罪定讞，依法解職 |
| 第一選區 | 馬公市 | 11   | 民主進步黨   | 蘇育德   | 新任 |          | 原馬公市民代表                                      |
| 第一選區 | 馬公市 | 11   | 民主進步黨   | 呂黃春金 | －   | 第3任    | 第18-19屆縣議員                                     |
| 第一選區 | 馬公市 | 11   | 無黨團結聯盟 | 胡松榮   | －   | 第7任    | 第9-10、16-19屆縣議員                               |
| 第一選區 | 馬公市 | 11   | 無黨籍       | 藍凱元   | －   | 第2任    | 現任副議長；第19屆縣議員                            |
| 第一選區 | 馬公市 | 11   | 無黨籍       | 陳海山   | －   | 第7任    | 第11-14、17-19屆縣議員                              |
| 第一選區 | 馬公市 | 11   | 無黨籍       | 張再興   | －   | 第3任    | 第18-19屆縣議員 當選無效確定                        |
| 第一選區 | 馬公市 | 11   | 無黨籍       | 蘇陳綉色 | －   |          |                                                     |
| 第一選區 | 馬公市 | 11   | 無黨籍       | 陳毓仁   | 新任 |          | 現任議長（補選）；第19屆縣副議長陳雙全之子。        |
| 第一選區 | 馬公市 | 11   | 無黨籍       | 莊光大   | 新任 |          | 遞補當選                                            |
| 第二選區 | 湖西鄉 | 3    | 中國國民黨   | 吳政杰   | 新任 |          | 原湖西鄉鄉長                                        |
| 第二選區 | 湖西鄉 | 3    | 民主進步黨   | 蔡清續   | －   | －       |                                                     |
| 第二選區 | 湖西鄉 | 3    | 無黨籍       | 許育愷   | －   | －       |                                                     |
| 第三選區 | 白沙鄉 | 2    | 無黨籍       | 宋昀芝   | －   |          | 第19屆已故縣議員宋國進之女。                        |
| 第三選區 | 白沙鄉 | 2    | 無黨籍       | 魏睿宏   | 新任 |          | 第19屆縣議員魏長源之子。                            |
| 第四選區 | 西嶼鄉 | 1    | 無黨籍       | 許月里   | 新任 |          | 原西嶼鄉鄉長                                        |
| 第五選區 | 望安鄉 | 1    | 無黨籍       | 陳佩真   | －   |          |                                                     |
| 第六選區 | 七美鄉 | 1    | 無黨籍       | 張仁和   | 新任 |          |                                                     |

## 政黨席次
| 政黨         | 當前席次 | 備註 |
| ------------ | -------- | ---- |
| 中國國民黨   | 4席      |      |
| 民主進步黨   | 3席      |      |
| 無黨團結聯盟 | 1席      |      |
| 無黨籍       | 11席     |      |

## 歷屆正副議長
| 屆別     | 任期           | 任期           | 議長/副議長 | 議長/副議長 | 備註           |
| 屆別     | 就任日期       | 卸任日期       | 姓名        | 姓名        | 備註           |
| -------- | -------------- | -------------- | ----------- | ----------- | -------------- |
| 第一屆   | 1950年10月27日 | 1953年1月15日  | 鄭大洽      | 陳乾坤      |                |
| 第二屆   | 1953年1月16日  | 1955年1月15日  | 鄭大洽      | 許瑞慶      |                |
| 第三屆   | 1955年1月16日  | 1958年2月20日  | 莊東        | 鄭春滿      |                |
| 第四屆   | 1958年2月21日  | 1961年2月20日  | 鄭大洽      | 鄭春滿      |                |
| 第五屆   | 1961年2月21日  | 1963年6月1日   | 鄭大洽      | 鄭春滿      | 當選省議員辭職 |
| 第五屆   | 1963年7月15日  | 1964年2月20日  | 莊東        | 鄭春滿      | 議長補選上任   |
| 第六屆   | 1964年2月21日  | 1968年2月20日  | 藍丁貴      | 蔡團圓      |                |
| 第七屆   | 1968年2月21日  | 1973年4月30日  | 藍丁貴      | 蔡團圓      |                |
| 第八屆   | 1973年5月1日   | 1977年12月29日 | 許紀盛      | 藍添福      |                |
| 第九屆   | 1977年12月30日 | 1982年2月28日  | 許素葉      | 高清主      |                |
| 第十屆   | 1982年3月1日   | 1986年2月28日  | 陳西南      | 鄭永發      |                |
| 第十一屆 | 1986年3月1日   | 1990年2月28日  | 鄭永發      | 許南豐      |                |
| 第十二屆 | 1990年3月1日   | 1994年2月28日  | 黃建築      | 劉陳昭玲    |                |
| 第十三屆 | 1994年3月1日   | 1998年2月28日  | 黃建築      | 劉陳昭玲    |                |
| 第十四屆 | 1998年3月1日   | 2002年2月28日  | 蘇崑雄      | 顏重慶      |                |
| 第十五屆 | 2002年3月1日   | 2006年2月28日  | 劉陳昭玲    | 張再扶      |                |
| 第十六屆 | 2006年3月1日   | 2010年2月28日  | 劉陳昭玲    | 藍俊逸      |                |
| 第十七屆 | 2010年3月1日   | 2014年12月24日 | 劉陳昭玲    | 藍俊逸      |                |
| 第十八屆 | 2014年12月25日 | 2018年12月24日 | 劉陳昭玲    | 陳雙全      |                |
| 第十九屆 | 2018年12月25日 | 2022年12月24日 | 劉陳昭玲    | 陳雙全      |                |
| 第二十屆 | 2022年12月25日 | 2023年8月7日   | 劉陳昭玲    | 藍凱元      | 議長請辭       |
| 第二十屆 | 2023年8月8日   | 2023年8月28日  | 藍凱元      | 藍凱元      | 副議長代理     |
| 第二十屆 | 2023年8月28日  | 現任           | 陳毓仁      | 藍凱元      | 議長補選上任   |

## 外部連結
- 澎湖縣議會全球資訊網（页面存档备份，存于）（中文）
- YouTube上的澎湖縣議會頻道